# Santa Barbara (Cavriglia)
Santa Barbara è un villaggio situato nel Valdarno Superiore, frazione del comune di Cavriglia, provincia di Arezzo.

## Storia
Il pieno regime del lavoro dell'adiacente miniera portò alla necessità dell'edificazione di un nuovo villaggio alle pendici delle gallerie che ospitasse tutti i minatori e le loro famiglie che venivano da lontano a lavorare a Castelnuovo dei Sabbioni ed avevano bisogno di un'abitazione. 
Fu così che si iniziò, a partire dai primi decenni del novecento, a progettare ed a costruire il villaggio Santa Barbara, figlio di un'architettura essenziale e semplice, posto su una pianta regolare con tanti blocchi di casamenti posti su più file, tutti perfettamente allineati. Il nucleo abitato venne costruito in località La Tinaia, a circa un chilometro ad ovest di San Cipriano. In questo luogo appunto erano esistenti, oltre ad alcune case coloniche, due edifici adiacenti dove veniva conservato il vino. La struttura principale, ancora oggi esistente ed a ridosso della chiesa, a partire da metà anni sessanta è stata ristrutturata e trasformata in oratorio.
In un primo momento infatti il villaggio era sprovvisto di chiesa che venne costruita agli inizi degli anni ´60. Sembra che sia l'ultimo tempio cattolico costruito in Valdarno senza l'uso del cemento armato. Qui si trova un affresco raffigurante la crocifissione di Cristo, attribuito alla scuola di Andrea del Sarto, originariamente collocato nella chiesa di S. Lucia alle Corti. Inoltre vi possiamo ammirare anche alcune interessanti opere novecentesche: un "Inno al sole", statua in bronzo realizzata dallo scultore Bartoli e numerose opere di Ernando Venanzi, tra le quali ricordiamo il "Battesimo del Cristo" e la "Resurrezione".
Accanto alla chiesa si trova il monumento ai caduti delle miniere realizzato nel 1985 su progetto degli architetti De Filla e Merlini per volere del popolo di Santa Barbara. Le vittime sul lavoro sono ricordate dall´unico esemplare rimasto di carrello trasportatore di quelli utilizzati nella miniera quando l'estrazione della lignite avveniva nelle gallerie sotterranee.